# Lavlji zub
Lavlji zub  (Ločina, lavozub; lat. Leontodon) je rod dvosupnica iz porodice Asteraceae kojemu pripada blizu 40 vrsta (41, plus 3 hibrida) zeljastih vrsta biljaka uspravnih bezlisnih stabljika s jezičastim cvatovima skupljenih u glavice. 
U Hrvatskoj raste više vrsta, to su jesenski, kovrčavi, oštrodlakavi, sivkasti, maslačkasti, gomoljasti lavlji zub i Leontodon cichoraceus.
Naziv Leontodon dolazi od grčkog leon (=lav) i odous  (=zub) zbog nazubljenih rubova lista. Domovina ločini je Eurazija i sjeverna Afrika,a neke vrste danas rastu i u Sjevernoj Americi i Novom Zelandu.

## Vrste
1. Leontodon albanicus (F.K.Mey.) F.Conti
2. Leontodon anomalus Ball
3. Leontodon apulus (Fiori) Brullo
4. Leontodon asperrimus (Willd.) Endl.
5. Leontodon balansae Boiss.
6. Leontodon berinii (Bartl.) Roth
7. Leontodon biscutellifolius DC.
8. Leontodon boryi Boiss. ex DC.
9. Leontodon bourgaeanus Willk.
10. Leontodon caroliaedoi Talavera & M.Talavera
11. Leontodon caucasicus (M.Bieb.) Fisch.
12. Leontodon crispus Vill.
13. Leontodon djurdjurae Coss. & Durieu ex Batt. & Trab.
14. Leontodon dubius (Hoppe) Poir.
15. Leontodon eriopodus Emb. & Maire
16. Leontodon farinosus Merino & Pau
17. Leontodon filii (Hochst. ex Seub.) Paiva & Ormonde
18. Leontodon × friasi M.Moura & Silva
19. Leontodon graecus Boiss. & Heldr.
20. Leontodon × grassiorum Zidorn
21. Leontodon hellenicus Phitos
22. Leontodon hirtus L.
23. Leontodon hispidus L.
24. Leontodon hochstetteri M.Moura & Silva
25. Leontodon hyoseroides Welw. ex Rchb.
26. Leontodon incanus (L.) Schrank
27. Leontodon intermedius Huter, Porta & Rigo
28. Leontodon kotschyi Boiss.
29. Leontodon kulczynskii Popov
30. Leontodon libanoticus Boiss.
31. Leontodon longirostris (Finch & P.D.Sell) Talavera
32. Leontodon maroccanus (Pers.) Ball
33. Leontodon oxylepis Boiss. & Heldr.
34. Leontodon pinetorum Pau
35. Leontodon pitardii Maire
36. Leontodon rigens (Aiton) Paiva & Ormonde
37. Leontodon rosanoi (Ten.) DC.
38. Leontodon saxatilis Lam.
39. Leontodon siculus (Guss.) Nyman
40. Leontodon stenocalathius Rech.f.
41. Leontodon tenuiflorus (Gaudin) Rchb.
42. Leontodon tingitanus Ball
43. Leontodon tuberosus L.
44. Leontodon × vegetus Finch & P.D.Sell